# VANOS

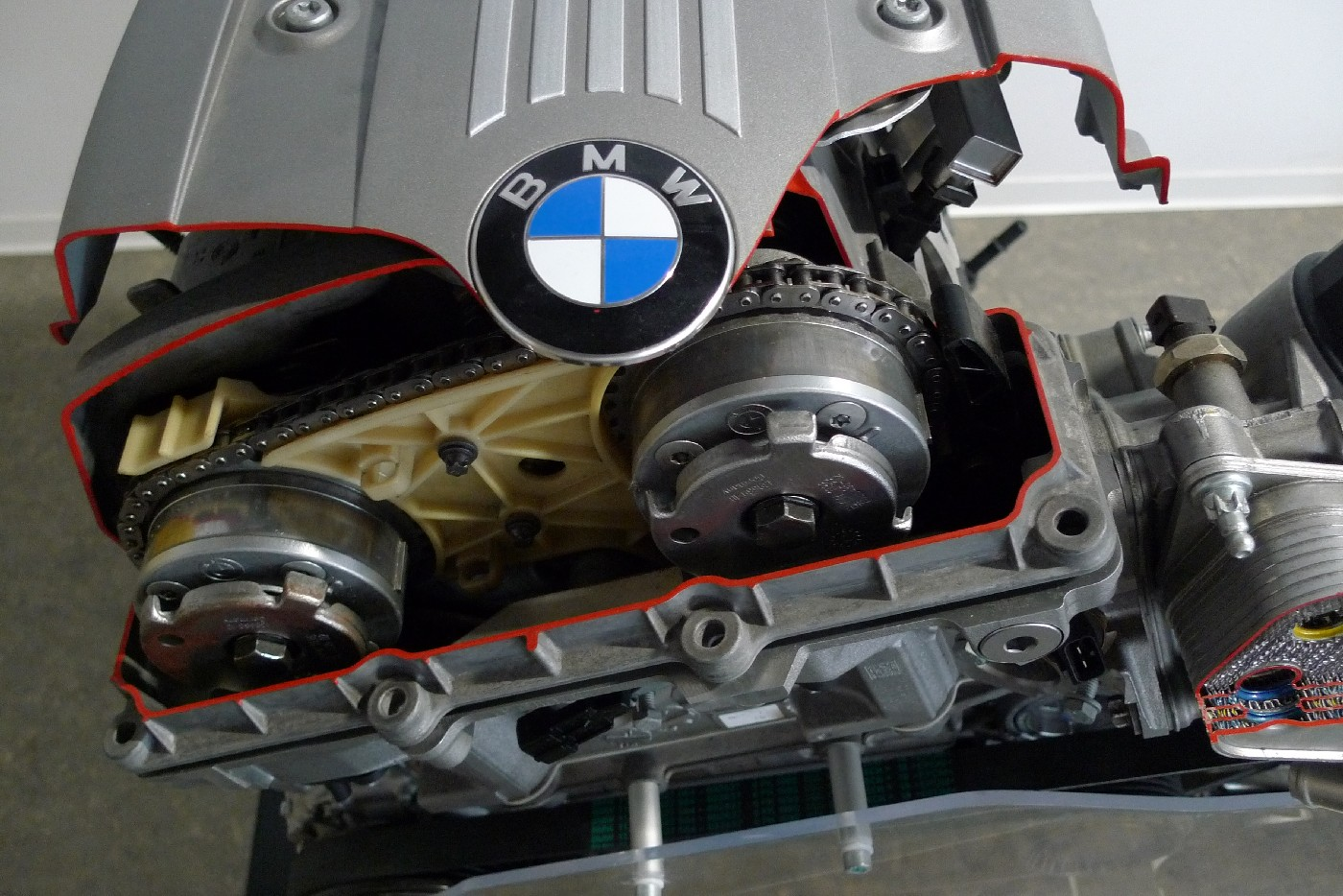
Система VANOS з лопатковими осередками в двигуні BMW N52

VANOS — бренд BMW AG і позначення BMW для регулювання розподільного вала, тобто пристрій для впливу на фази газорозподілу шляхом керування розподільним валом. Абревіатура VANOS (Variable Nockenwellensteuerung) означає змінне керування розподільним валом.

## Функціональність
Блок VANOS розташований між розподільним валом і ланцюговим приводом. У той час як відносне кутове положення розподільних валів щодо колінчастого вала (розмах розподільних валів) завжди є постійним у звичайній системі клапанів, незалежно від навантаження двигуна, VANOS дозволяє регулювати розхід розподільних валів у дуже цілеспрямований спосіб залежно від швидкості двигуна, навантаження і температури моторного масла. Таким чином, усувається компроміс, необхідний для всіх робочих точок у звичайних клапанних механізмах.
Є впускний VANOS і подвійний VANOS, тобто. Регулюється тільки впускний розподільний вал або впускний і випускний розподільні вали.
На стороні впуску регулювання в першу чергу служить для визначення закриття впускних клапанів, що дозволяє оптимізувати крутний момент і продуктивність. Залежно від контуру кулачка можна позитивно вплинути на максимальний крутний момент або максимальну потужність. Зворотного потоку газів із камери згоряння у впускний отвір можна уникнути, регулюючи час закриття впускного клапана відповідно до швидкості. Регулювання впускного розподільного вала використовується в нижньому і середньому діапазоні обертів двигуна для внутрішньої рециркуляції вихлопних газів і збільшення крутного моменту двигуна. На вищих швидкостях основна увага приділяється покращенню вихідної потужності.
На стороні випуску змінний розподіл головним чином використовується для контролю кількості залишкового газу (рециркуляція вихлопних газів усередині двигуна). Це позитивно впливає на витрату палива, тому що дроселювання двигуна і, відповідно, втрати на газообмін зменшуються зі збільшенням вмісту залишкового газу. Крім того, знижується температура процесу і, таким чином, утворення оксидів азоту. У режимі холостого ходу дуже низький вміст залишкового газу покращує плавність ходу. Ще однією перевагою системи VANOS з боку вихлопу є можливість покращити динаміку вихлопних газів у нижньому діапазоні обертів двигуна та, таким чином, збільшити крутний момент. Регулювання розподільного вала випускних газів, таким чином, використовується для досягнення оптимальної якості холостого ходу або досягнення максимальної швидкості рециркуляції вихлопних газів.

## Технічне виконання
Спочатку існувала лише система VANOS з регулятором фаз газорозподілу впускного розподільного вала (чорно-білий впускний VANOS, вперше встановлений на BMW M50 і в BMW S50B30); вперше встановлений на S50B32 на багатьох двигунах BMW. Існують різні конструкції системи VANOS, тобто розподільні вали можна регулювати за допомогою шестерні VANOS з косозубою передачею або за допомогою регуляторів лопатевих комірок.
- У системі VANOS з косозубою передачею гідравлічний поршень по черзі піддається тиску моторного масла і зміщується в аксіальному напрямку. У поршні з можливістю обертання встановлений зубчастий вал, який через косозубу передачу перетворює хід поршня в обертання розподільного вала відносно ведучої зірочки.

- У випадку системи VANOS з регулятором лопаток регулювання також здійснюється за допомогою тиску моторного масла. Електромагнітний регулюючий клапан спрямовує моторне масло до однієї сторони камер лопатей відповідно до сигналу від електроніки двигуна. Для регулювання в протилежному напрямку масло направляється від регулюючого клапана до іншої сторони камер лопатей. Лопатки регулятора лопаток з’єднані з поворотним ротором з внутрішньої сторони та з розподільним валом, при цьому корпус також утворює ланцюгове колесо приводу ГРМ.

Датчик фіксує поточне кутове положення розподільного валу і передає його електроніці двигуна, яка порівнює значення із заданим кутом. Для високих швидкостей регулювання (напр. B. у високооборотних двигунах від BMW Motorsport GmbH) система VANOS доповнюється радіально-поршневим насосом, який попередньо навантажує моторну оливу до тиску понад 100 бар перед тим, як клапани або гідравлічні поршні піддаються цьому.
Оскільки тиск масла з обох сторін механізму регулювання різний, його положення можна точно регулювати. Регулювання плавно змінюється в області сегмента кола, що складається з камер тиску для раннього та пізнього регулювання. У розгерметизованому стані регульований ротор утримується в положенні затримки спіральною пружиною.

## Системи VANOS в двигунах BMW (на вибір)
- Чорно-білий впускний VANOS (регулювання впускного распредвала тільки в два етапи):

– BMW M50TU
– BMW S50B30/US
– BMW M52
– BMW S52B32/US
- Плавний впуск VANOS:

– BMW M62B35 M62B35TU, BMW M62B44TU, BMW M62B46 (BMW X5)
- Безступінчастий подвійний VANOS:

– BMW M52TU
– BMW M54
– BMW N40, BMW N42, BMW N43, BMW N45, BMW N46
– BMW N52
– BMW N53
– BMW N62, N62TU
– BMW N73
- Плавний вхід високого тиску VANOS:

– BMW S50B30, BMW S50B30GT, BMW S70
- Подвійна безступінчаста система високого тиску VANOS:

– BMW S50B32
– BMW S54
– BMW S62
– BMW S85

## Використання
Вхідний VANOS був використаний вперше з вересня 1992 року в двигуні M50 BMW 5-ї серії E34 і 3-ї серії BMW E36 з об'ємом 2,0 л. Варіант, який використовувався в BMW M3 (E36), доступний з жовтня 1992 року (безступінчатий впускний клапан високого тиску VANOS), також відрізняється від варіанту звичайного BMW M50 (чорний/білий впускний клапан низького тиску VANOS) тим, що він розроблений для двигуна з більш високою потужністю швидкості є.
Наступник M50, BMW M52, був доступний з системою VANOS на вході з моменту появи у вересні 1994 року, а пізніше, з 1998 року, як M52TU з подвійним VANOS. BMW M3 3.2L до того часу був єдиним BMW і єдиним BMW E36, двигун якого (S50B32) який мав подвійний VANOS з 1995 року. Подвійний VANOS у серійних моделях BMW AG поставлявся лише з 3-серією E46 з 1998 року та двигуном M52TU (технічно перероблений) або його наступником M54 з 2000 року.
У M5 V10 серії 5 E60/61 тиск масла приблизно 100 бар створюється окремим радіально-поршневим насосом високого тиску, який приводиться в рух колінчастим валом. BMW S50 і BMW S54 вже мали допоміжний масляний насос високого тиску.
У секторі мотоциклів він використовується в BMW R 1250 GS з 2018 року.

## Відомі проблеми
Чорно-білі системи VANOS на вході та подвійні блоки vanos двигунів M52TU, M54, M56 і S85, S62, як правило, мають проблеми з внутрішніми ущільнювальними кільцями після тривалого періоду використання (понад 100 000 км пробігу), оскільки защі́льнювальне кільце́ з нітрилового каучуку (нітрилбутадієн-каучук) мають властивість зношуватися. Через це виникають проблеми при регулюванні распредвала від пізньої до ранньої. Неможливо обміняти ущільнювальні кільця в BMW на покращену версію, тобто BMW пропонує лише повну заміну блоку vanos (зі схильними до зносу ущільнювальними кільцями NBR), тоді як покращені ущільнювальні кільця тепер доступні на вторинному ринку. Ремонт не дуже складний для фахівців, але займає певний час. Те ж саме стосується безступінчастої системи високого тиску VANOS двигунів M-GmbH, хоча тут також може виникнути деренчання, наприклад у BMW S50, яке можна усунути під час капітального ремонту.